# Martin Paz
A Martin Paz (L'Amérique du Sud. Moeurs péruviennes. Martin Paz, nouvelle historique - Dél-Amerika. Perui szokások. Martin Paz, történelmi novella) Jules Verne korai novellája, amely először a Musée des familles folyóiratban jelent meg a 10. (1852. július) és 11. számban (1852. augusztus).  Könyvként először  A Chancellor regénnyel egy kötetben adta ki Pierre-Jules Hetzel 1875. február elsején Párizsban. Verne néhány ponton módosította több mint húszéves írását.
…barátja Charles Wallut folyóiratába, a Musée des Familles-ba, két hosszabb novellát írt. Martin Pazon (1852) megérzik Jacques Arago, a vak utazó hatása, akit a fiatal Verne sokszor fölkeres s akinek társaságában annyi érdekes idegennel lehet találkozni, annyi egzotikus kalandot lehet hallani. S bár a novella a romantikus szerelmi történetek banális formáiban feszeng, színhelye már Peru, hőse indián, hősnője zsidó környezetben nevelkedett spanyol leány, intrikusa néprajzi patinát érdemlő félvér. A második novella a Maitre Zacharius…

## Tartalom
A történet helyszíne Lima, Peru fővárosa.
A zsidó Sámuel megígéri, hogy százezer piaszterért a lányát, Sárát feleségül adja a gazdag Métis André Certához, egy ambiciózus újgazdag mesztichez. Apja elvárásaival ellentétben a lány egy indián főnökbe, Martin Pazba szerelmes. Sőt, katolikus templomokba jár zsidó lány létére.
|  | Alább a cselekmény részletei következnek! |

Egy este Martin Paz és Andreas Certa összefut a lány ablaka alatt, szó szót követ, majd késpárbajt vívnak. Certa  megsérül, és Sámuel házába menekítik. Üldözői elől Paz egy hídról az örvénylő folyóba ugrik és eltűnik, mindenki azt hiszi, hogy odaveszett. De nem, az igen gazdag mesztic Don Végal házába menekül, ahol az öreg, magányos Végal befogadja, majd később chorillosi (Líma elővárosa) palotájába rejti el a menekülőt.
Végal márki ellenzi Paz és a zsidó Sára kapcsolatát, de ahogy jár-kel a városban, hamar rájön, hogy a lány áttérőben van a katolikus hitre. Végalról megtudjuk, hogy egy tragédiában elvesztette ifjú hitvesét és kétéves lányát – azóta keresi helyét a világban. A perui politikai változások miatt vagyona egyre fogy, néha Sámuelnek ad el áron alul értékes tárgyakat, házakat.
Az indiánok lázadni készülnek a kormány, a gyarmatosítók örökösei és a meszticek ellen. Vezetőjük Sambo, Martin Paz apja és az eltűnt Martin Paz. Titokban nagyobb fegyverszállítmányt szereznének be, de egy áruló, aki a beszerzésben közreműködik, beárulja a szállító hajót a kormánynál – magas jutalomért. Sámuel az áruló.
Telnek a hónapok, Martin Paz egyik nap spanyol ruhát öltve kilopózik a helyi kaszinóba, hogy híreket halljon. A szerencsejátékosok között észreveszi Andre Certát, aki teljesen felépült nem túl jelentős sebesüléséből. Certa rengeteg pénzt veszít. Vele van Sámuel is, akiről kiderül, hogy ő a kaszinó tulajdonosa, így ő biztos nyer minden játékon. Sámuel helyteleníti veje játékszenvedélyét.
Sámuel felszólítja Certát, hogy tartson vele, mert egy nagyon fontos, bizalmas titkot szeretne megosztani vele. Egy csónakot bérelnek, és kieveznek a tengerre. Paz, kihasználva az alkonyatot, utánuk úszik, és kihallgatja őket.
Sámuel elbeszéli, hogy Sára nem az ő lánya, hanem úgy mentette meg sok évvel ezelőtt, amikor a San-José Juan de Fernandez közelében viharba került és elsüllyedt. A hajón utazók vagy csónakba szálltak, és a vihar a csónakokat semmisítette meg, vagy a hajón maradtak, amelyet a vihar a parti sziklákhoz vágott. Sára anyja Végal márki felesége volt, aki szintén akkor vesztette életét. Sámuel a hajón utazott, ritka szerencsével nem csak a vihart élte túl, de megmentette a kislányt is.
Így Sára elvétele jelentős emelkedést jelent a társadalmi ranglétrán Certa számára, Sámuel be is vasalja rajta a százezres megállapodás díját. Pazt megtámadja egy cápa, de az indián halálra sebzi késével. Éjszaka visszatér Limába az övéihez.
Eljön az esküvő napja. Joachim de Camarones atya Sárát győzködi, hogy ne eméssze magát Paz után, aki minden bizonnyal a folyóban lelte halálát, de ne is akarjon bánatában kolostorba vonulni, hanem kezdjen új és boldog életet Certa oldalán. Megkezdődik a szertartás, de Sára késik. Szobája ablakán kitekintve meglátja Pazt, aki hívja a hegyekbe, a szabadságba.
Sára és Paz menekül, az utcán a márkiba botlanak, aki felajánlja, hogy városi házában rejtőzzenek el. Sára a márkival megy, Pazt pedig megtámadják és elfogják. Az indiánok, akiknek nagyon nem tetszik, hogy vezetőjük az ellenségük házában jár, akinek egy nő fontosabb, mint a felkelés szent ügye. Paz kimutatja hűségét, és a felkelők élére áll.
Másnap, június 24-én délután ötkor a helyi ünnepre összesereglett indiánok kést rántanak, és rátámadnak a spanyolokra. A támadók sikerét azonban számos árulás akadályozza, az ellenállás is heves. A márki házánál összetalálkozik az ostromló indián csapat a lányért aggódó Paz vezette indiánokkal, az ellenük küzdő spanyolokkal és a házat védő márki embereivel. Paz saját apjával is szembekerül. És megérkezik Andre Certa a fegyvereseivel, mert megtudta, hogy a menyasszonya a márki házában van.
Paz küzdelemben leszúrja Certát. Sámuel a halott zsebéből vissza akarja venni a százezerről szóló nyugtát. Eközben Paz apja leszúrja Camarones atyát és elrabolja Sárát.
Paz a szerelme, a márki a lánya után indul, öszvéreket szereznek és üldözőbe veszik a menekülő indiánokat. Átkelnek a Kordillerákon, a brazil határnál járnak a nyomokat követve. 
Sárát a fogva tartóinak kell megvédeni egy indián falu feldühödött lakosaitól, akik számon kérik rajta meghalt hozzátartozóikat és Martin Paz megrontását. A törzsi tanács arra ítéli Sárát, hogy kötözzék egy könnyű csónakba, amelyet leúsztatnak egy hatalmas zuhatagon. Ám felbukkan Martin Paz és Don Végal, készek megmenteni a lányt. De erre nem kerül sor, mert mindkettejüket nyíllal megölik.
|  | Itt a vége a cselekmény részletezésének! |

## Fejezetek
A novella tíz, alcím nélküli fejezetből áll.

## Értékelés
„Egy történelmi novella, amely rendkívül teátrális. A karakterek klisék. Vannak spanyol hódítók leszármazottai, nemes arisztokraták, fanatikus meszticek, térítő katolikus pap és ravasz és görbe utakon járó zsidó. A zsidó Sámuel alakjának leírása antiszemita. Ezt támasztja alá az összes bemutatott gazdasági ügylete és az általa megmentett gyermek »eladása« erkölcsileg elítélhető. Különösen azért, mert a gyerek származás ismert, a gyermeket tudatosan tartotta távol az eredeti apjától. Verne korának előítéleteit írja meg ebben a novellájában és később az Utazás a Naprendszerben regényben.
Az indiánokat, akikre kezdetben együttérzéssel volt és a szabadság iránti vágyukat érezzük támogatva, később barbárként ábrázolja. A végső szakaszban ösztönök által vezérelt primitív bennszülöttekké válnak. Az egészet egy tipikus színpadi zárás koronázza: a főszereplők mind meghalnak. Egyébként egy olyan megoldás, amelyet Verne később ismét felhasznált, A névtelen család regényben – a szerelmesek ott is együtt halnak meg, ezúttal a Niagara-vízesésbe sodródva.”

– Hankiss János

## Szereplők
- Sámuel, zsidó üzletember
- Sára, Don Végal márki lánya, akit Sámuel nevelt fel
- Martin Paz indián főnök
- Sambo, Martin Paz apja
- André Certa, gazdag mesztic, Sára kijelölt vőlegénye
- Ammon, Sára szolgája
- Liberta, Sára szolgája
- don Végal márki, spanyol nemes, Sára igaz apja
- Joachim de Camarones atya
- Don Fernand d´Aguillo, spanyol nemes
- Manangani, indián harcos
- Millaflores, André Certa segédje

## Érdekességek
- További Dél-Amerikát érintő Verne-regények: Jangada, a Grant kapitány gyermekei (Patagónia), a Világítótorony a világ végén és A büszke Orinoco.

## Magyar kiadások
Adatok az Országos közös katalógus és könyvtárközi kölcsönzés oldaláról. A szögletes zárójelbe tett évszám bizonytalan.
- A Chancellor, Kazallon J. R. úti naplója, Budapest, Magyar Kereskedelmi Közlöny, [1905], [192?], fordító: Csillay Kálmán és Miskolczy Henrik,  illusztráció: Geiger Richárd[7]
- A Chancellor, Kazallon J. R. úti naplója, Budapest, Forrás, [1945], fordító: Csillay Kálmán és Miskolczy Henrik,  illusztráció: Geiger Richárd[8]
- A Chancellor, Kazallon J. R. utas naplója, [Budapest], Magyar Vakok és Gyengénlátók Országos Szövetsége, 2001, felolvasó: Sztankovics Ágnes[9]
- Martín Paz és más elbeszélések,[10] Unikornis, 2002 ISBN 9789634274469, illusztrálta: Fabó Attila László[11]